# Ahmaad Rorie
Ahmaad Rorie (Tacoma, Washington, 1 de enero de 1996) es un jugador de baloncesto estadounidense que forma parte de la plantilla del KK Mega Bemax de la Liga Serbia. Mide 1,85 metros de altura y ocupa la posición de base.

## Trayectoria
Rorie comenzó su carrera en el Clover Park High School de Lakewood, Washington y en el Lincoln High School de Tacoma, Washington, antes de ingresar en 2014 en la Universidad de Oregón, donde jugaría durante la temporada 2014-15 la NCAA con los Oregon Ducks.
Tras una temporada en blanco, cambia de universidad y en 2016 ingresa en la Universidad de Montana - Missoula, situada en Missoula, Montana, donde jugaría tres temporadas la NCAA con los Montana Grizzlies, desde 2016 a 2019.
Después de no ser seleccionado en el draft de la NBA de 2019, Rorie se unió al Keravnos Nicosia de la Liga Chipriota. Debido a la propagación de COVID-19, la temporada en Chipre terminó sin campeón. Durante su primera temporada con Keravnos promedió 13,6 puntos, 5 rebotes y 3,8 asistencias por partido. El 7 de mayo de 2020, se anunció que Rorie renovaría su contrato para volver a jugar en Keravnos Nicosia por otra temporada.
El 23 de julio de 2021, firmado con el Élan Chalon de la LNB Pro B, en el que promedió 7,4 puntos, 3,3 rebotes y 3,0 asistencias por partido. 
El 15 de diciembre de 2021 firmó con BC Körmend de la Nemzeti Bajnokság I/A.
El 26 de enero de 2022, Rorie firmó con BC Balkan Botevgrad de la Liga Nacional de Baloncesto de Bulgaria.
El 6 de julio de 2022, firmó por el equipo serbio del KK Mega Bemax de la Liga Serbia.